# Scuola di polizia - Missione a Mosca
Scuola di polizia - Missione a Mosca (Police Academy: Mission to Moscow) è un film del 1994 diretto da Alan Metter. È il settimo ed ultimo episodio della serie di film.
Il film è conosciuto anche come Scuola di polizia 7 - Missione a Mosca (Police Academy 7: Mission to Moscow).

## Trama
Il gioco per computer The Game ha molto successo in tutto il mondo ed è distribuito dall'uomo d'affari russo e figura della malavita di fama nazionale Konstantine Konali, che è sempre stato in grado di eludere il procedimento penale. Konali intende espandere ulteriormente il suo potere. Boris Elt'cin è molto arrabbiato per questa situazione e incarica il comandante Rakov, il capo della polizia di Mosca, di risolvere il problema. Rakov si rivolge al comandante Lassard, perché Konali è già attivo in quella parte di America.
Alla missione a Mosca partecipano, oltre al comandante Lassard, il capitano Harris, il capitano Callahan, il sergente Tackleberry, il sergente Jones e il cadetto John Webster. Quest'ultimo è il migliore della sua classe, ha ricevuto diversi riconoscimenti, anche se è solo un cadetto, ed è programmato per partecipare come perito forense. Kyle Connors un cadetto appena espulso dall'accademia perché soffre di vertigini, per farsi bello ad alcune colleghe entra nel sistema e scambia il suo nome con quello di Webster e entra a far parte della squadra che va a Mosca, dato che Lassard non ha ancora ricevuto l'espulsione del ragazzo e quest'ultimo è ignaro che la partenza è proprio quel giorno.
Arrivati a Mosca la squadra oltre a Rakov conoscono il tenente Talinsky, a capo dell'unità criminale organizzata della polizia di Mosca che ha il compito di prendersi cura degli agenti americani e l'attraente poliziotta Katrina, della quale Connors si innamora, fungerà da interprete e guida.
Quando si sale sulle auto, avviene un disguido: Lassard entra accidentalmente nella vettura sbagliata, scambiando gli occupanti per la famiglia del comandante Rakov. Mentre Talinsky non può più fermare il comandante, Lassard accompagna la famiglia a un funerale e trascorre del tempo con loro senza poter nemmeno comunicare con i suoi ospiti, dato che nessuno conosce la lingua dell'altro.
Talinsky cerca di nascondere l'assenza di Lassard perché è il suo responsabile e non ha potuto impedirne la scomparsa. Assume un portiere d'albergo per ricorrere a un trucco che gli consenta di tenere gli altri componenti della squadra lontani dalla stanza, fingendosi il comandante malato. Per Talinsky gli agenti di polizia americani sono comunque indesiderabili e vuole sbarazzarsene il prima possibile.
Konali pianifica il suo prossimo colpo di stato e assume il programmatore Adam Sharp per creare un nuovo gioco chiamato The New Game che gli darà accesso a tutti i sistemi informatici del mondo. Gli agenti di polizia statunitensi interrompono il lavoro degli scagnozzi di Konali e avviano un'indagine nei suoi confronti, quindi ordinano che venga ucciso. I suoi tirapiedi però cercano di sparare a Jones quando visita Gor'kij Park, senza peraltro riuscirci.
Durante un'operazione sotto copertura in un casinò, Konali rimane incantato dalle doti canore del capitano Callahan e si organizza per incontrarla. Connors riesce a impressionare Konali e viene assunto da lui. Nel suo magazzino, Adam gli parla del New Game, che è quasi ultimato.
Un suggerimento trapelato da Konali sulla consegna di denaro a uno spettacolo di balletto si rivela falso. Il blitz finisce nel caos. Rakov è molto sconvolto e l'intera squadra di polizia deve lasciare il Paese. Alla partenza, però, Callahan viene rapita dagli scagnozzi di Konali, i quali riescono a seguire l'auto usando un dispositivo di localizzazione.
Quando Konali viene a sapere che la polizia sta già utilizzando The New Game, guida Callahan al suo magazzino per testare l'accesso ai sistemi informatici mondiali. Intanto gli altri agenti prendono d'assalto l'edificio e Kyle scopre la verità sul gioco. Tuttavia Konali ha la meglio sul capitano Harris e riesce a scappare. Il boss cerca di recuperare soldi e documenti nel suo ristorante, ma viene fermato da Lassard casualmente a pranzo lì, con la famiglia russa, dopo uno strano duello di scherma.
In una cerimonia solenne nella Piazza Rossa, al comandante della missione viene consegnata una medaglia e si celebra la vittoria, mentre Kyle riesce ad avere un appuntamento con Katrina.

## Film precedenti
Il film è il capitolo conclusivo dell'omonima saga, e segue i seguenti film:
- Scuola di polizia (Police Academy) (1984)
- Scuola di polizia 2 - Prima missione (Police Academy 2: Their First Assignment) (1985)
- Scuola di polizia 3 - Tutto da rifare (Police Academy 3: Back in Training) (1986)
- Scuola di polizia 4 - Cittadini in... guardia (Police Academy 4: Citizens on Patrol) (1987)
- Scuola di polizia 5 - Destinazione Miami (Police Academy 5: Assignment: Miami Beach) (1988)
- Scuola di polizia 6 - La città è assediata (Police Academy 6: City Under Siege) (1989)